# Thomas Krüger (Autor)

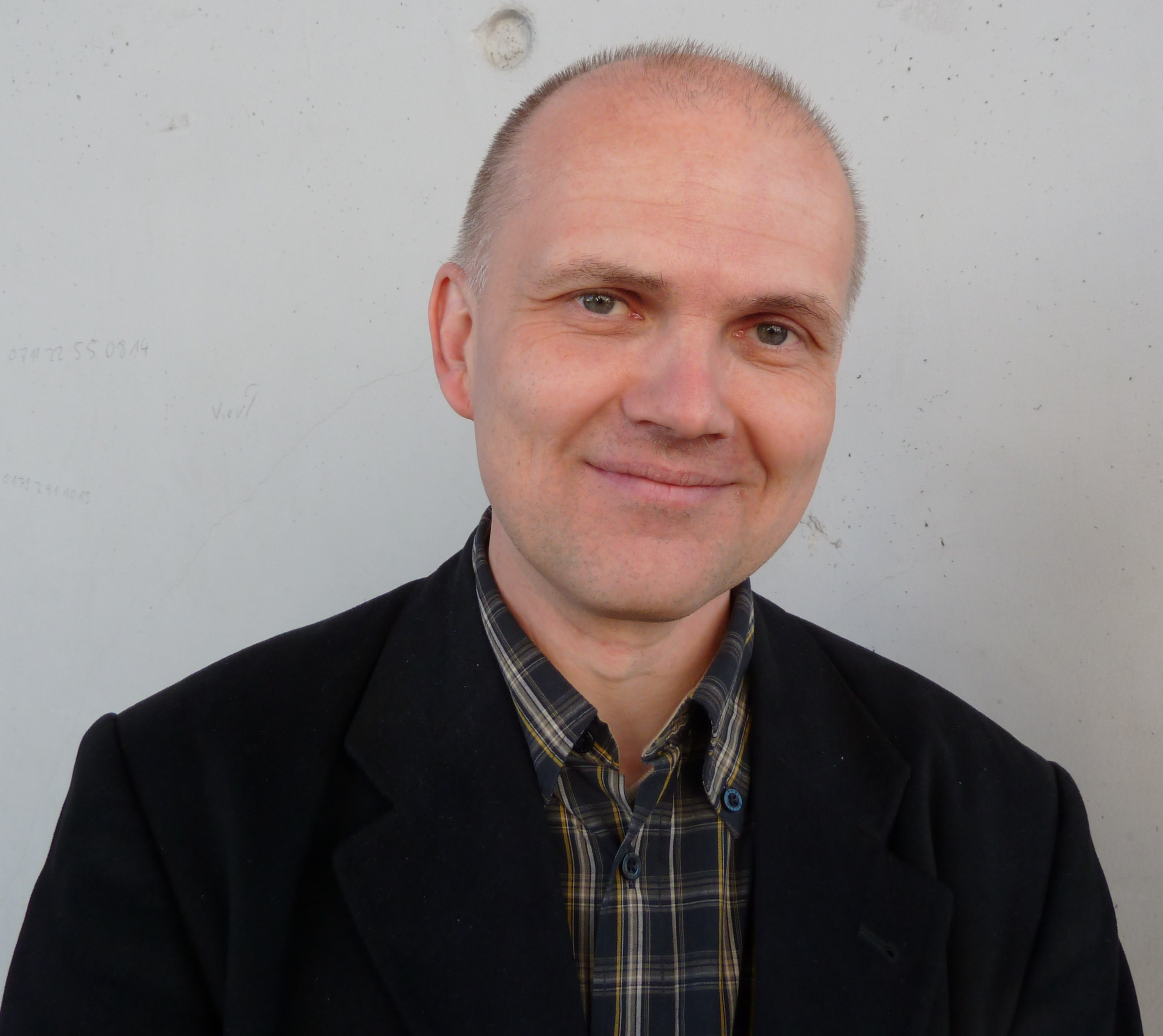
Thomas Krüger im Oktober 2010

Thomas Krüger (* 28. Juli 1962 in Löhne) ist ein deutscher Lyriker und Kinderbuchautor und war Programmleiter für Hörbücher beim Verlag Random House Audio und beim Patmos-Verlag in Düsseldorf. Seit 2006 ist er selbständiger Hörbuch- und seit 2011 auch Kinderbuchverleger.

## Leben
Thomas Krüger arbeitete zunächst als freier Journalist, unter anderem für die Zeitungen Die Woche, Frankfurter Allgemeine Zeitung und Frankfurter Rundschau sowie für die Zeitschriften Rolling Stone und Mare. Außerdem war Krüger Chefredakteur und später auch Herausgeber der Zeitschrift Hörwelt. 2007 gründete er den Verlag Schall und Wahn, der neben Klassikern wie Grimmelshausen, Dickens und Poe unter anderem auch Texte von Terry Pratchett, Stieg Larsson, Sergej Lukianenko und Serhij Zhadan verlegt.
Nach zahlreichen Veröffentlichungen in einschlägigen Literaturzeitschriften wie Akzente, Sinn und Form, neue deutsche literatur und Die Horen veröffentlichte er 2003 den Lyrikband Michelangelo rising. 2004 folgte das satirische Langgedicht Alarm auf Planet M., ein Science-Fiction-Epos in Terzinen, einer zuletzt vor allem von Johann Heinrich Voß im frühen 19. Jahrhundert verwendeten Strophenform. 2006 erschien Im Grübelschilf, das unter anderem als lyrische Innovation ein Sonettennetz enthält, eine Kunstform, die den herkömmlichen Sonettenkranz fortentwickelt. Als Kinderbuchautor veröffentlichte Thomas Krüger Rufus und das Geheimnis der weißen Elefanten 2004, Wie Kaiser Franz das Fußballspiel erfand 2006, Die Stadt der fliegenden Teekannen 2007, sowie das Hörspiel Pom der Bär und seine Freunde im Zirkus 2008. Ende 2011 gründete er den Kinderbuchverlag Lausbuch. Unter dem Pseudonym Pinkus Tulim veröffentlichte er bei Lausbuch in Zusammenarbeit mit dem Kölner Illustrator Anton Riedel das Kinderbuch Jo Raketen-Po. Im Oktober 2013 begann er mit Erwin, Mord und Ente seine Ostwestfalen-Krimireihe rund um Erwin Düsedieker und die Laufente Lothar. Im November 2014 erschien die Fortsetzung Entenblues. 2015, 2016 und 2017 erschienen in Zusammenarbeit mit Anton Riedel die Abenteuer der Drei Superbrillen, in denen drei Jungs, ausgerüstet mit allerlei High-Tech-Schnickschnack, waghalsig rasante Abenteuer erleben. 2017 erschien zudem ein weiterer Lyrikband mit einem Sonettennetz.
Thomas Krüger lebt in Bergisch Gladbach bei Köln.

## Schreibstil
Krügers Lyrik ist einerseits geprägt von einem strengen Formwillen, oft auch unter Aufgreifen eher wenig verwendeter Vers- und Strophenformen wie z. B. Terzinen oder Sestinen. Andererseits prägen sprachspielerische Distanz und ironische Weltsicht, wie sie auch bei Robert Gernhardt oder F.W. Bernstein aufscheinen, Krügers Stil.

## Werke

### Lyrik
- Michelangelo rising. 2003, ISBN 3-934872-59-X.
- Alarm auf Planet M. 2004, ISBN 3-934872-70-0.
- Im Grübelschilf. 2006, ISBN 3-87023-154-8.
- Ein Sonettennetz aus Gedanken zu Miss Liberty, 2017, ISBN 978-3-943270-20-4.

### Kinderbücher
- Rufus und das Geheimnis der weißen Elefanten. 2004, ISBN 3-570-12755-9. Hörbuch: ISBN 978-3-89830-661-4.
- Wie Kaiser Franz das Fußballspiel erfand. 2006, ISBN 3-551-05758-3.
- Die Stadt der fliegenden Teekannen. 2007, ISBN 978-3-414-82037-2. Hörbuch: ISBN 978-3-7857-3605-0.
- Die drei Superbrillen – Wo ist Professor Nitroglitz. 2015, ISBN 978-3-570-16356-6. Hörbuch: ISBN 978-3-8371-3065-2.
- Die drei Superbrillen im Labyrinth des Rupert von Raffzahn. 2016, ISBN 978-3-570-16357-3.
- Die drei Superbrillen und der Feuerstern von Tromponesien. 2017, ISBN 978-3-570-16358-0.

unter dem Pseudonym Pinkus Tulim:
- Jo Raketen-Po. 2011, ISBN 978-3-940273-03-1. Hörbuch: ISBN 978-3-8371-1096-8.

### Kriminalromane
- Erwin, Mord & Ente. 2013, ISBN 978-3-453-41152-4. Hörbuch: ISBN 978-3-8371-2262-6.
- Entenblues. 2014, ISBN 978-3-453-41769-4. Hörbuch: ISBN 978-3-8371-2745-4.
- Erwin, Enten & Entsetzen. 2015, ISBN 978-3-453-41876-9. Hörbuch: ISBN 978-3-8371-3224-3.
- Erwin, Enten, Präsidenten. 2017, ISBN 978-3-453-41981-0. Hörbuch: ISBN 978-3-8371-3716-3.
- Es rappelt in der Kiste. Heyne, München 2024, ISBN 978-3-453-44198-9.

### Hörspiele
- Pom-Bär und seine Freunde im Zirkus. 2008, ISBN 978-3-86604-782-2.

### Hörbücher
- Verblendung von Stieg Larsson. 2009, ISBN 978-3-86604-994-9.
- Verdammnis von Stieg Larsson. 2009, ISBN 978-3-8371-0041-9.
- Vergebung von Stieg Larsson. 2009, ISBN 978-3-8371-0042-6.